# Эмиссионная туманность

Туманность Ориона — область H II

Эмиссионная (самосветящаяся) туманность — межзвёздное облако, излучающее в оптическом диапазоне из-за ионизации собственного газа. В спектрах таких туманностей видны сильные эмиссионные линии, в том числе запрещённые, на фоне слабого непрерывного спектра. Эмиссионные туманности могут иметь различную природу: это могут быть, например, области H II или планетарные туманности.
Механизм излучения эмиссионных туманностей объясняется флуоресценцией: фотон в ультрафиолетовом диапазоне поглощается атомом и ионизует его, а затем, в результате рекомбинации и цепи спонтанных переходов излучаются фотоны с меньшей энергией, в том числе и в оптическом диапазоне.

## Характеристики

### Описание

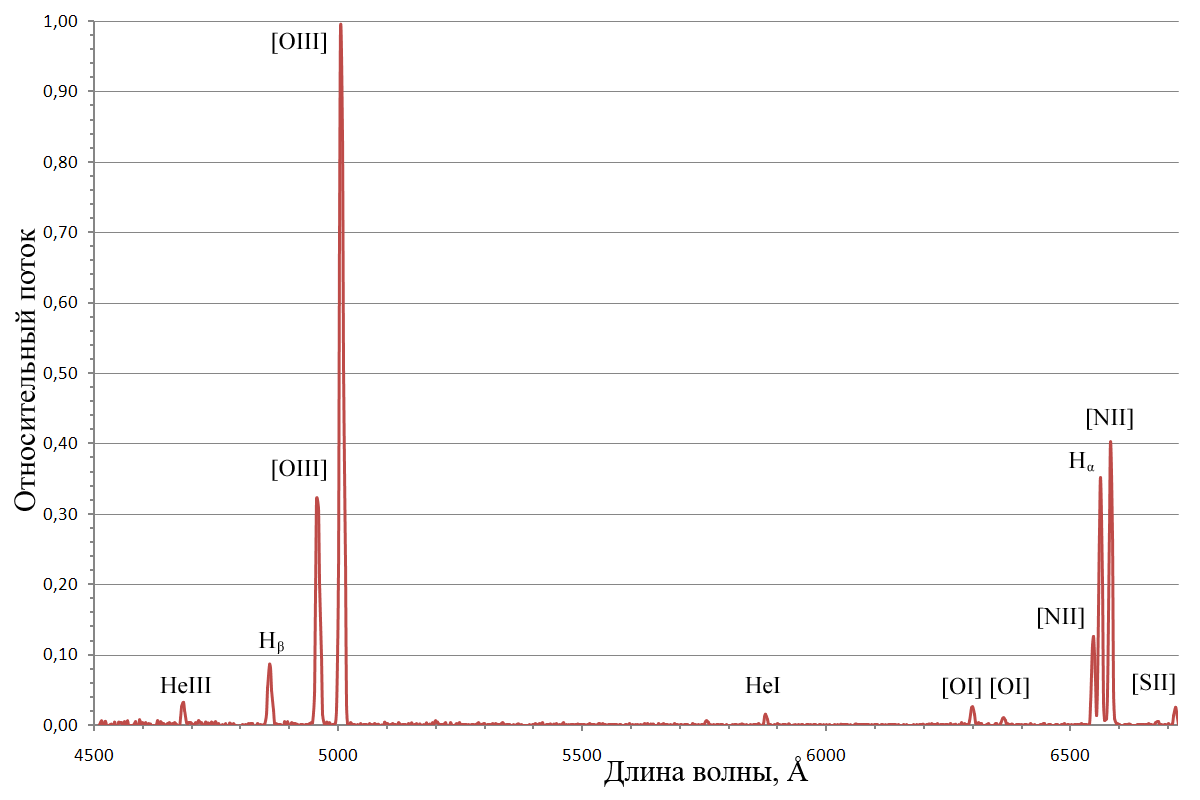
Спектр туманности Кольцо — планетарной туманности

Эмиссионные (самосветящиеся) туманности, как и остальные туманности, представляют собой межзвёздные облака из газа и пыли, которые выделяются на фоне неба. Они излучают в оптическом диапазоне, поэтому относятся к диффузным (светлым) туманностям. Эмиссионные туманности светят за счёт ионизации собственного газа, в отличие от отражательных, которые светят лишь отражённым светом звёзд. Температуры, размеры и массы таких туманностей могут заметно различаться (см. ниже).
Эмиссионные туманности иногда называют «газовыми» туманностями, противопоставляя их «пылевым» туманностям — тёмным и отражательным. Такое деление не отражает состав, поскольку соотношение газа и пыли приблизительно одинаково в разных туманностях, а вызвано тем, что в «газовых» туманностях наблюдается свечение газа, а в «пылевых» наблюдательные проявления — отражение либо поглощение света — вызваны пылью.
Спектры эмиссионных туманностей имеют эмиссионный характер: в них наблюдаются сильные эмиссионные линии, в том числе запрещённые. Непрерывный спектр слаб, а его вид зависит от типа эмиссионной туманности (см. ниже). Это позволяет отличать эмиссионные туманности от отражательных: спектр последних непрерывен, как и у звёзд, свет которых они отражают. В спектрах эмиссионных туманностей наиболее заметны линии водорода, в частности H-альфа, линии нейтрального и ионизованного гелия, также сильны запрещённые линии дважды ионизованного кислорода и других элементов.

### Типы эмиссионных туманностей
Эмиссионные туманности могут иметь различную природу: это могут быть, например, области H II или планетарные туманности. Остатки сверхновых также нередко причисляют к эмиссионным туманностям.

#### Области H II
Области H II — межзвёздные облака, вещество которых ионизуется излучением молодых, ярких звёзд ранних спектральных классов — O и B с температурами более 2⋅104 K. В областях H II происходит активное звездообразование, срок их жизни составляет не более нескольких миллионов лет и они сосредоточены в основном в галактических спиральных рукавах. Типичная область H II ― Туманность Ориона.
Температуры таких объектов составляют порядка 104 K. Как правило, их размеры — от менее чем одного светового года до нескольких сотен, концентрации частиц — от единиц до миллионов см−3 (для сравнения, концентрация частиц в воздухе у поверхности Земли составляет 2,5⋅1019 см−3), массы — от 100 до 10000 M⊙. Непрерывный спектр в областях H II — спектр теплового излучения с максимумом в ультрафиолетовом диапазоне.

#### Планетарные туманности

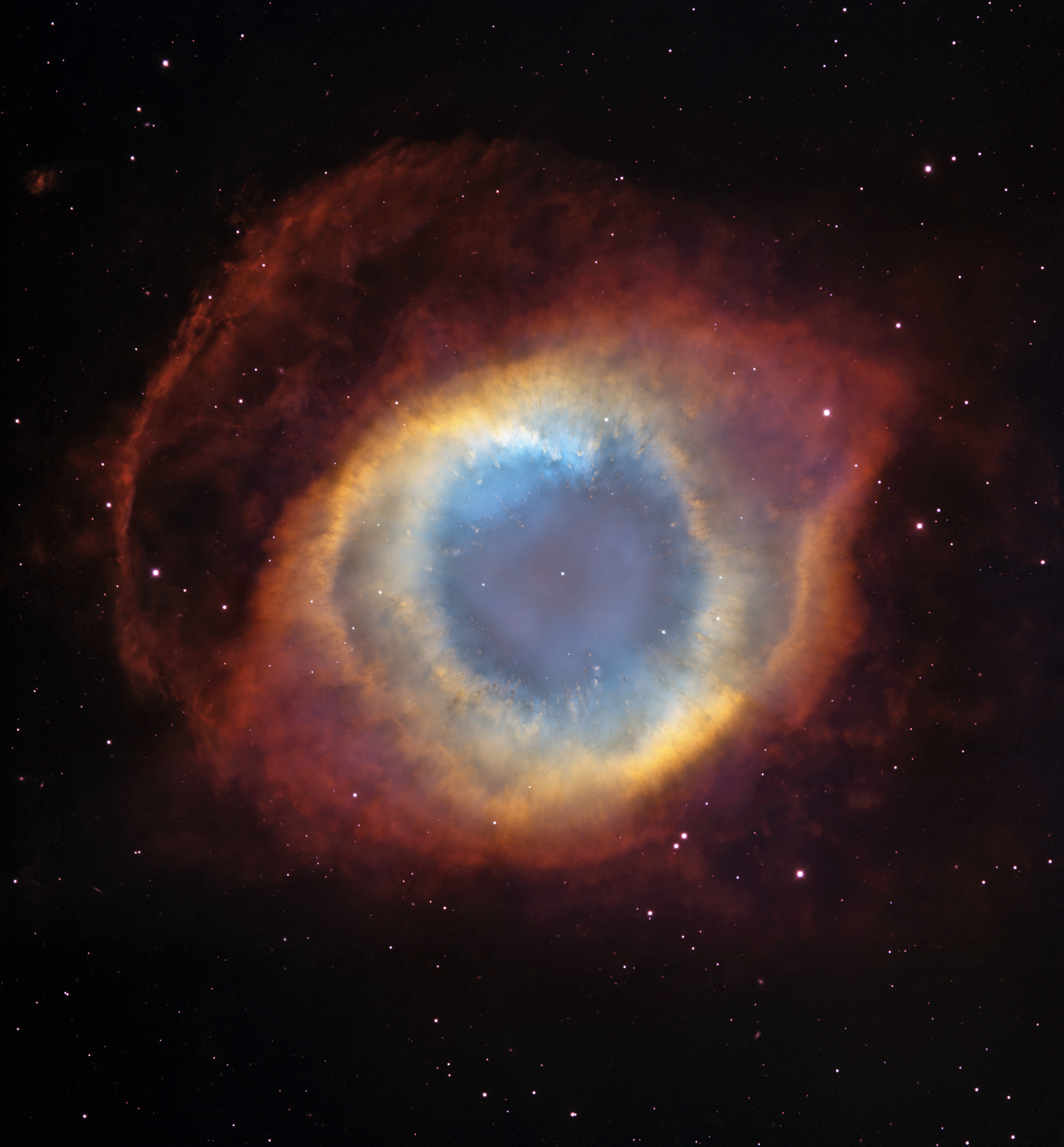
Туманность Улитка — планетарная туманность

Планетарные туманности иногда рассматриваются как разновидность областей H II, поскольку вещество в них также ионизуется излучением звезды, но у этих объектов есть и ряд отличий. Планетарная туманность образуется, когда красный гигант — звезда небольшой или средней массы на поздней стадии эволюции, сбрасывает собственную оболочку, при этом от звезды остаётся горячее ядро, которое ионизует вещество сброшенной оболочки. Планетарные туманности сосредоточены к центру Галактики, срок их жизни не превышает нескольких десятков тысяч лет. Типичная планетарная туманность — Туманность Улитка.
Температуры самих планетарных туманностей и подсвечивающих их звёзд выше, чем у областей H II: у ядер планетарных туманностей могут достигать 1,5⋅105 K. При этом планетарные туманности имеют меньшие размеры — не более нескольких световых лет, и меньшие массы — в среднем 0,3 M⊙.

#### Туманности, ионизованные ударными волнами

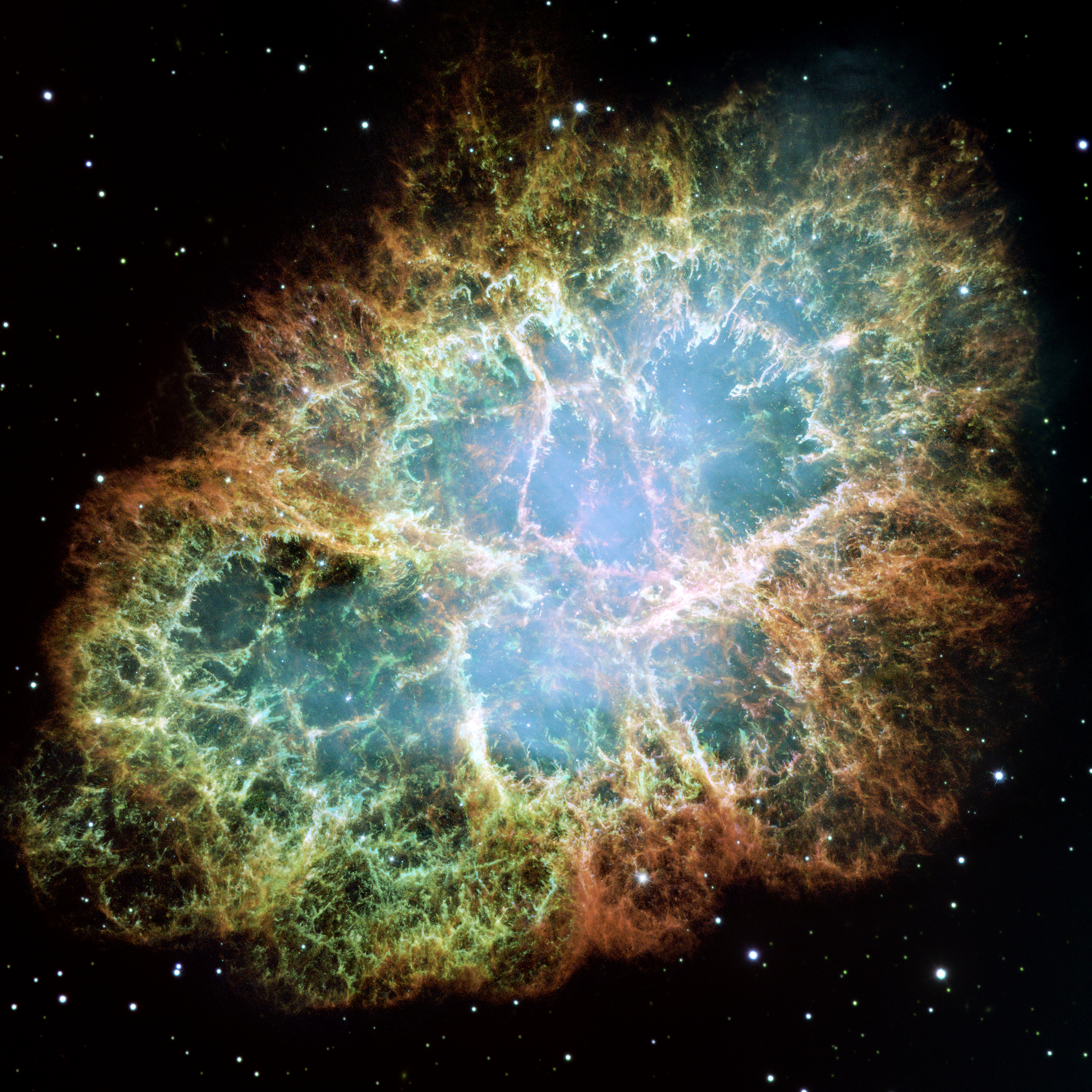
Крабовидная туманность — остаток сверхновой

Существуют туманности, которые ионизуются не излучением, а ударными волнами. В межзвёздной среде ударные волны могут создаваться в результате взрывов звёзд — новых или сверхновых, а также при сильном звёздном ветре.
Частным случаем таких туманностей являются остатки сверхновых, которые нередко рассматриваются как разновидность эмиссионных туманностей. Они существуют около 100 тысяч лет на месте вспышек сверхновых, и в них, кроме ударных волн, вклад в ионизацию вещества вносит ультрафиолетовое синхротронное излучение. Синхротронное излучение также создаёт и непрерывный спектр этих объектов. Типичный пример остатка сверхновой — Крабовидная туманность.

### Механизм излучения
В эмиссионных туманностях происходит непрерывная ионизация и рекомбинация атомов газа, из которого состоит туманность. Атомы в туманности ионизуются ультрафиолетовым излучением, причём рекомбинация происходит каскадным образом: электрон не сразу возвращается на основной уровень, а проходит несколько возбуждённых состояний, при переходе между которыми излучаются фотоны с меньшей энергией, чем у исходного. Таким образом, ультрафиолетовые фотоны в туманности «перерабатываются» в оптические — происходит флуоресценция.
Количество испускаемых фотонов в определённой линии в единице объёма за единицу времени пропорционально количеству столкновений ионов с протонами. В условиях туманности практически всё вещество ионизовано, а концентрация ионов {\displaystyle n_{i}} приблизительно равна концентрации электронов {\displaystyle n_{e}}, следовательно, поверхностная яркость туманности пропорциональна {\displaystyle n_{i}n_{e}\approx n_{e}^{2}}, просуммированному вдоль луча зрения. Величина {\textstyle E=\int n_{e}^{2}dl} (или {\displaystyle n_{e}^{2}L} для однородной туманности протяжённостью {\displaystyle L}), получаемая таким образом, называется мерой эмиссии, а концентрация вещества может быть оценена из наблюдаемой поверхностной яркости.

#### Причины флуоресценции
Качественно причины флуоресценции описываются следующим образом. Можно рассмотреть ситуацию, в которой туманность подсвечивается звездой, излучающей как абсолютно чёрное тело с температурой {\displaystyle T_{*}}. В таком случае спектральный состав излучения звезды в любой точке описывается формулой Планка для температуры {\displaystyle T_{*}}, но плотность энергии излучения падает с увеличением расстояния до звезды и на больших расстояниях соответствует гораздо меньшей температуре, чем {\displaystyle T_{*}}. В такой ситуации, согласно законам термодинамики, при взаимодействии с веществом излучение должно перераспределяться по частотам — от больших частот к меньшим, что и происходит в туманностях.
Более строго это явление объясняется теоремой Росселанда. В ней рассматриваются атомы с тремя возможными энергетическими уровнями 1, 2, 3 в порядке возрастания энергии и два противоположных циклических процесса: процесс I с переходами 1 → 3 → 2 → 1, и процесс II с переходами 1 → 2 → 3 → 1. В процессе I атомом поглощается фотон с высокой энергией и излучаются два фотона с низкой энергией, а в процессе II поглощаются два фотона с низкой энергией и излучается один с высокой энергией. Количество таких процессов в единицу времени обозначается, соответственно, {\displaystyle N_{I}} и {\displaystyle N_{II}}. Теорема утверждает, что если коэффициент дилюции излучения звезды {\displaystyle W} мал, то есть звезда видна под небольшим телесным углом {\displaystyle \Omega } (эти параметры соотносятся как {\textstyle W={\frac {\Omega }{4\pi }}}), то {\textstyle {\frac {N_{II}}{N_{I}}}\approx W}, то есть, процесс II происходит значительно реже, чем процесс I. Таким образом, в эмиссионных туманностях, где коэффициент дилюции достаточно мал и может составлять 10−14, на порядки чаще происходит превращение фотонов с высокой энергией в фотоны с низкой энергией, чем наоборот.

#### Взаимодействие излучения с атомами
Можно рассмотреть взаимодействие излучения с атомами водорода, из которых в основном и состоит туманность. Плотность вещества и излучения в туманности очень низка, и типичный атом водорода находится в ионизованном состоянии несколько сотен лет, пока в какой-то момент не столкнётся с электроном и не рекомбинирует, и через несколько месяцев он снова ионизуется ультрафиолетовым фотоном. Срок в несколько месяцев гораздо больше времени, за которое атом переходит в невозбуждённое (основное) состояние путём спонтанного излучения, поэтому практически все нейтральные атомы находятся в невозбуждённом состоянии. Это означает, что туманность непрозрачна для фотонов серии Лаймана, соответствующей переходам из основного состояния, но прозрачна для фотонов субординатных серий водорода.
Когда свободный электрон захватывается протоном, то испускается фотон, частота которого зависит от того, на каком энергетическом уровне оказался электрон. Если это не основной уровень, то излучённый фотон покидает туманность, поскольку он относится к субординатной серии, а если электрон попал на основной уровень, то излучается фотон в лаймановской серии, который поглощается в туманности, ионизуя другой атом, и процесс повторяется. Таким образом, рано или поздно испускается фотон в одной из субординатных серий, который покидает туманность. Аналогично происходит и со спонтанными переходами между уровнями: при переходе электрона на любой уровень, кроме основного, испускается фотон, который выходит из туманности, иначе испускается фотон в лаймановской серии, который затем поглощается. В какой-то момент электрон перейдёт на второй энергетический уровень и излучится фотон в бальмеровской серии; после этого будет возможен только переход со второго уровня на первый с излучением фотона в линии лайман-альфа. Такой фотон будет постоянно поглощаться и переизлучаться, но в конечном итоге покинет туманность. Это означает, что каждый ультрафиолетовый фотон, который ионизует атом водорода, превращается в какое-то количество фотонов, среди которых будет фотон в бальмеровской серии и фотон в линии лайман-альфа.
Сказанное выше также означает, что суммарная интенсивность бальмеровских линий тесно связана с мощностью излучения звезды, ионизующей туманность, в ультрафиолетовом диапазоне. Тогда, наблюдая лишь в оптическом диапазоне, можно сравнивать интенсивность излучения звезды в нём с интенсивностью бальмеровских линий и получать информацию об излучении звезды в разных частях спектра. Такой метод, называемый методом Занстра, позволяет оценивать температуру звезды. Аналогичные рассуждения можно распространить и на другие атомы, например, гелий. При этом у водорода, гелия и ионизованного гелия потенциалы ионизации составляют 13,6, 24,6 и 54,4 эВ соответственно, таким образом, светимость туманности в линиях этих атомов соответствует светимости звезды в разных частях ультрафиолетового диапазона. Оценки температуры одной и той же звезды по линиям разных атомов могут быть различными: это связано с отличием спектра звезды от спектра абсолютно чёрного тела.
При ионизации излучением относительные интенсивности бальмеровских линий практически не зависят от температуры — это отношение между ними называется бальмеровским декрементом. Наблюдаемый во многих туманностях бальмеровский декремент отличается от теоретически предсказанного из-за того, что межзвёздное поглощение селективно, то есть, по-разному ослабляет излучение в разных длинах волн. Сравнивая теоретический и наблюдаемый бальмеровский декремент, можно определять величину межзвёздного поглощения в Галактике.
Низкая частота столкновений частиц делает возможными запрещённые переходы для таких атомов, как кислород или азот, и, следовательно, излучение в запрещённых линиях: хотя время жизни атома в метастабильном состоянии достаточно велико, оно всё же значительно меньше среднего времени между столкновениями и спонтанные переходы из метастабильных состояний также возможны. По интенсивностям запрещённых линий можно определять различные параметры туманности: например, интенсивность линий определённого атома или иона зависит от содержания этого элемента в туманности.

#### Ударное возбуждение
При ионизации атомов возникают свободные электроны с некоторой кинетической энергией. Поэтому имеет место и ударное возбуждение атомов при столкновении с такими электронами, после которого происходит спонтанное излучение. Этот механизм вносит основной вклад в излучение атомов с небольшим потенциалом ионизации, таких как кислород. Для атомов с высоким потенциалом ионизации, в частности, для водорода ударное возбуждение не вносит значительного вклада в ионизацию, поскольку средняя энергия свободного электрона в туманности существенно меньше, чем энергия возбуждения атома водорода.
Некоторые запрещённые линии соответствуют переходам из состояний, которые возбуждаются электронными ударами. Это позволяет измерять концентрацию электронов и электронную температуру: чем больше концентрация, тем более населены будут соответствующие уровни, но при слишком большой концентрации столкновения будут происходить слишком часто, атомам не будет хватать времени для перехода из метастабильного состояния и запрещённые линии будут слабее. Электронная температура — мера средней кинетической энергии электронов: от неё зависит, какая доля электронов способна возбудить то или иное состояние, поэтому её можно определить, сравнивая интенсивности запрещённых линий одного иона, в разных возбуждённых состояниях.

#### Степень ионизации
Эмиссионная туманность может быть ограничена собственным веществом (англ. gas-bounded nebula) либо излучением (англ. radiation-bounded nebula). В первом случае ультрафиолетовое излучение достигает всех частей облака, и видимые границы туманности определяются размерами и формой самого облака. Во втором случае ультрафиолетовое излучение оказывается недостаточно мощным, чтобы ионизовать атомы водорода во всех частях облака, и видимые границы туманности определяются мощностью ультрафиолетового излучения. Поскольку нейтральный водород хорошо поглощает свет, граница между областями, где большинство атомов ионизованы и где большинство атомов водорода нейтральны, оказывается довольно резкой. Если в туманности находится одна звезда, то область, где большая часть атомов водорода должна быть ионизована, имеет сферическую форму и называется сферой Стрёмгрена.
Если в туманности есть область, где атомы ионизованы дважды, то аналогичная граница может наблюдаться между ней и областью, где атомы в основном ионизованы однократно. Это приводит к тому, что области туманности, излучающие в определённых линиях, имеют разный размер: например, область, излучающая в линиях ионизованного гелия, значительно меньше области, излучающей в линиях нейтрального гелия.

## История изучения
В 1610 году была открыта туманность Ориона, но долгое время после этого учёным не было известно даже об отличиях туманностей от галактик. В 1864 году Уильям Хаггинс впервые исследовал спектры различных туманностей и на основе вида их спектра сделал вывод, что некоторые из них состоят из нагретого газа: таким образом были выделены «газовые» туманности. В 1868 году он предположил, что некоторые яркие линии в спектрах туманностей излучаются атомами неизвестного ранее химического элемента небулия, но эта гипотеза была ошибочной: в 1927 году Айра Боуэн показал, что линии, которые приписывались небулию, на самом деле являются запрещёнными линиями азота и кислорода.
Из-за простоты физических условий в таких туманностях — низкой плотности вещества и излучения — физика эмиссионных туманностей оказалась тем разделом теоретической астрофизики, который был детально разработан в первую очередь, а его результаты стали применяться и в других разделах астрофизики.